# Léopold III de Habsbourg
Pour les articles homonymes, voir Léopold III et Léopold d'Autriche.
Léopold III dit le Juste, né le 1er novembre 1351 à Vienne et mort le 9 juillet 1386 à Sempach, est un prince de la maison de Habsbourg. Fils cadet du duc Albert II, il fut duc d'Autriche à partir de 1365, avec son frère aîné Albert III. Le 9 septembre 1379, les deux frères se partagent leurs possessions au traité de Neuberg : Léopold est désormais souverain de l'Autriche intérieure (les duchés de Styrie, de Carinthie et de Carniole avec la marche windique), ainsi que du Tyrol et des possessions souabes de l'Autriche antérieure jusqu'à sa mort.

## Biographie
Né à Vienne, Léopold est le plus jeune fils du duc Albert II d'Autriche et de son épouse Jeanne de Ferrette dont les ainés sont les ducs Rodolphe IV et Albert III. Conformément à la réglementation de la succession, adoptée par leur père en 1355, les frères devraient gouverner ensemble ; à la mort d'Albert II, toutefois, le fils ainé Rodolphe gouverna pour ses frères mineurs. Après son décès prématuré, en 1365, Albert III et Léopold III se sont partagé les affaires gouvernementales, ce que l'empereur Charles IV a confirmé dans un acte de concession.
Tout d'abord administrateur du Tyrol, patrimoine de la comtesse Marguerite définitivement acquis en 1369, et de l'Autriche antérieure, Léopold prend conjointement avec son frère Albert la charge des pays autrichiens. Les deux frères règnent conjointement jusqu'à la signature du traité de Neuberg, le 9 septembre 1379, par lequel ils se partagent les territoires héréditaires des Habsbourg : Léopold est maître de l'Autriche intérieure qui inclut les duchés de Styrie (avec Wiener Neustadt), de Carinthie et de Carniole et de l'ensemble des propriétés de la famille au Tyrol. 

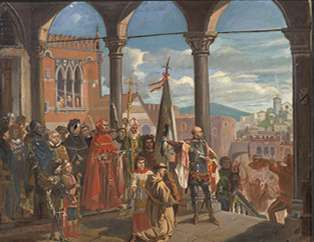
La cité de Trieste se soumet au duc Léopold III, peinture du XIXe siècle.

Poursuivant son extension, il acquiert les villes de Fribourg-en-Brisgau, l'ancienne propriété du comte Egon III, en 1368 et de Feldkirch en 1375. En 1374, il hérite des comtes de Goritz des possessions en Istrie et dans la Carniole-Blanche. Puis, le 30 septembre 1382, il accepte la soumission volontaire de la cité de Trieste. 
Léopold est un grand promoteur des citoyens, dont à Meran et à Bozen en Tyrol, et il renforce la position hégémonique des Habsbourg dans la ville de Bâle. Néanmoins, peu après, il finit par trouver la mort pendant la bataille de Sempach contre la Confédération suisse en 1386, face au forces de Lucerne appuyées par des éléments provenant d'Uri, Schwytz et d'Unterwald.
Bien qu'il ait voulu être enterré au château de Wiener Neustadt, il est inhumé au couvent de Königsfelden près de Brugg en Argovie. Seulement en 1770, ses dépouilles mortelles sont transférées à l'abbaye Saint-Blaise puis à l'abbaye Saint-Paul du Lavanttal en Carinthie. 

## Famille et enfants
Marié le 23 février 1365 à Viridis Visconti (1350-1414), fille de Barnabé Visconti de Milan, Léopold a la descendance suivante :  
- Guillaume d'Autriche (1370-1406), son successeur mort sans héritier ;
- Margaretha (1370-1400) ;
- Léopold IV d'Autriche (1371-1411), mort sans héritier ;
- Ernest Ier (1377-1424), qui réunira sous sa couronne toutes les possessions Habsbourg ;
- Élisabeth (1378–1392) ;
- Frédéric IV d'Autriche (1382-1439) ;
- Katharina (1385–?), abbesse de St. Klara à Vienne.

## Sources
- (en) Cet article est partiellement ou en totalité issu de l’article de Wikipédia en anglais intitulé « Leopold III, Duke of Austria » (voir la liste des auteurs).